# المورة

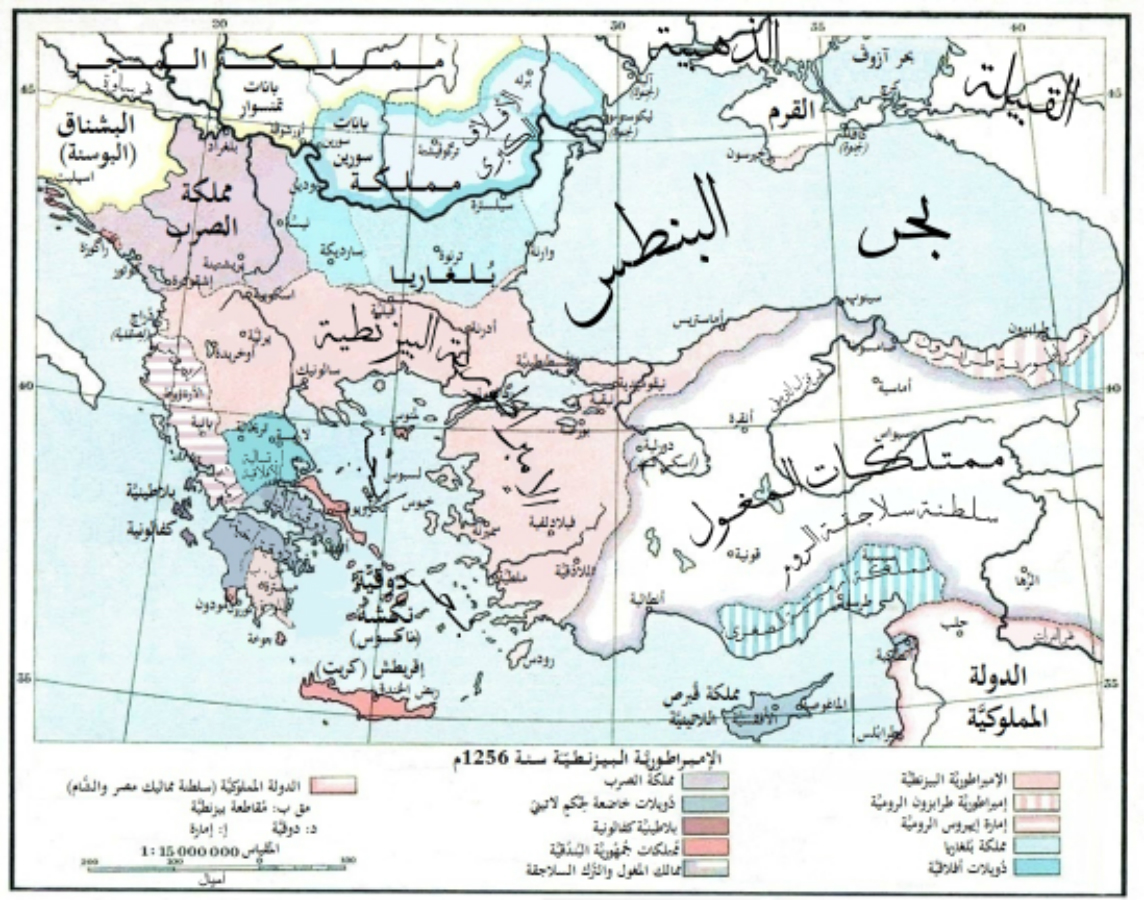

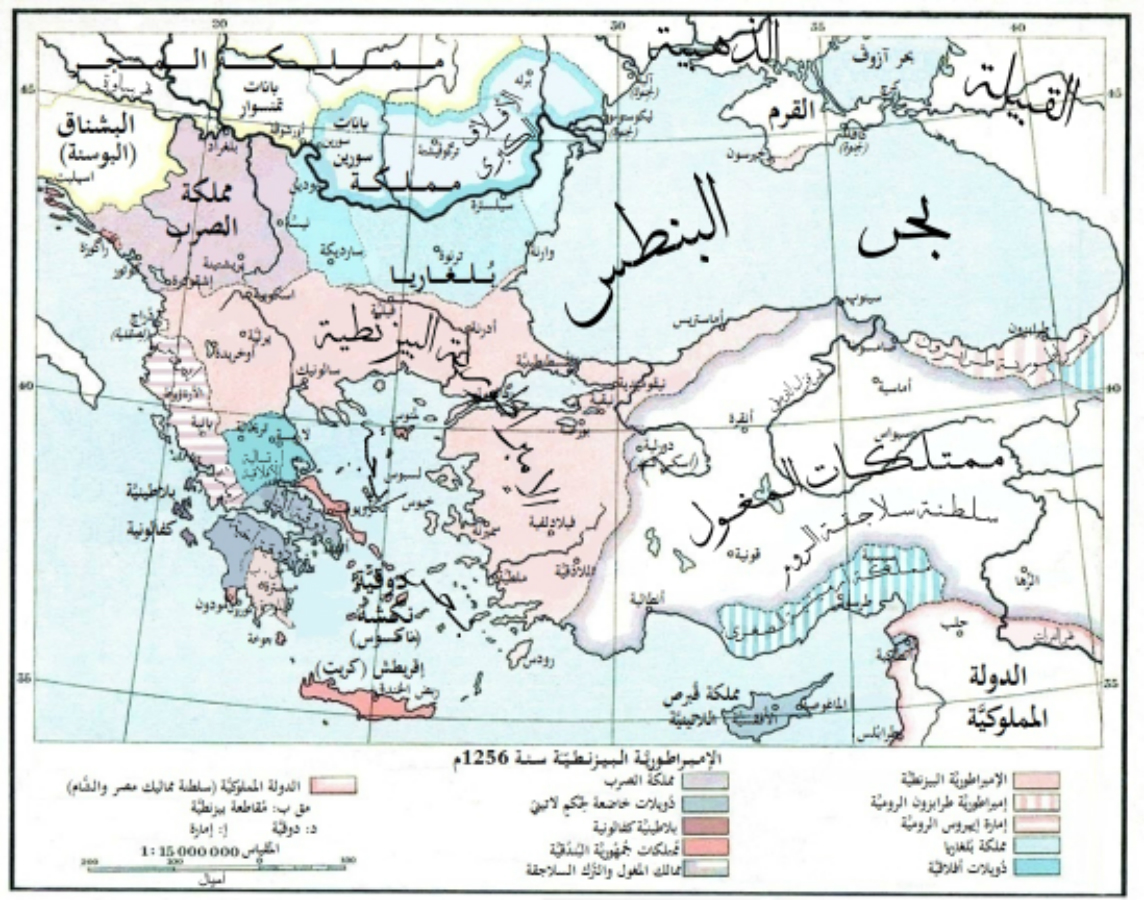

المورة (Μόρια) هو اسم شبه جزيرة البيلوبونيز في جنوب اليونان في العصور الوسطى وأوائل العصر الحديث. وأشار الاسم أيضا إلى المقاطعة البيزنطية في المنطقة، والمعروفة باسم مقاطعة مورية.

## أعلام
- طوبال عثمان باشا
- أندرياس باليولوج